# Pacte de non-agression

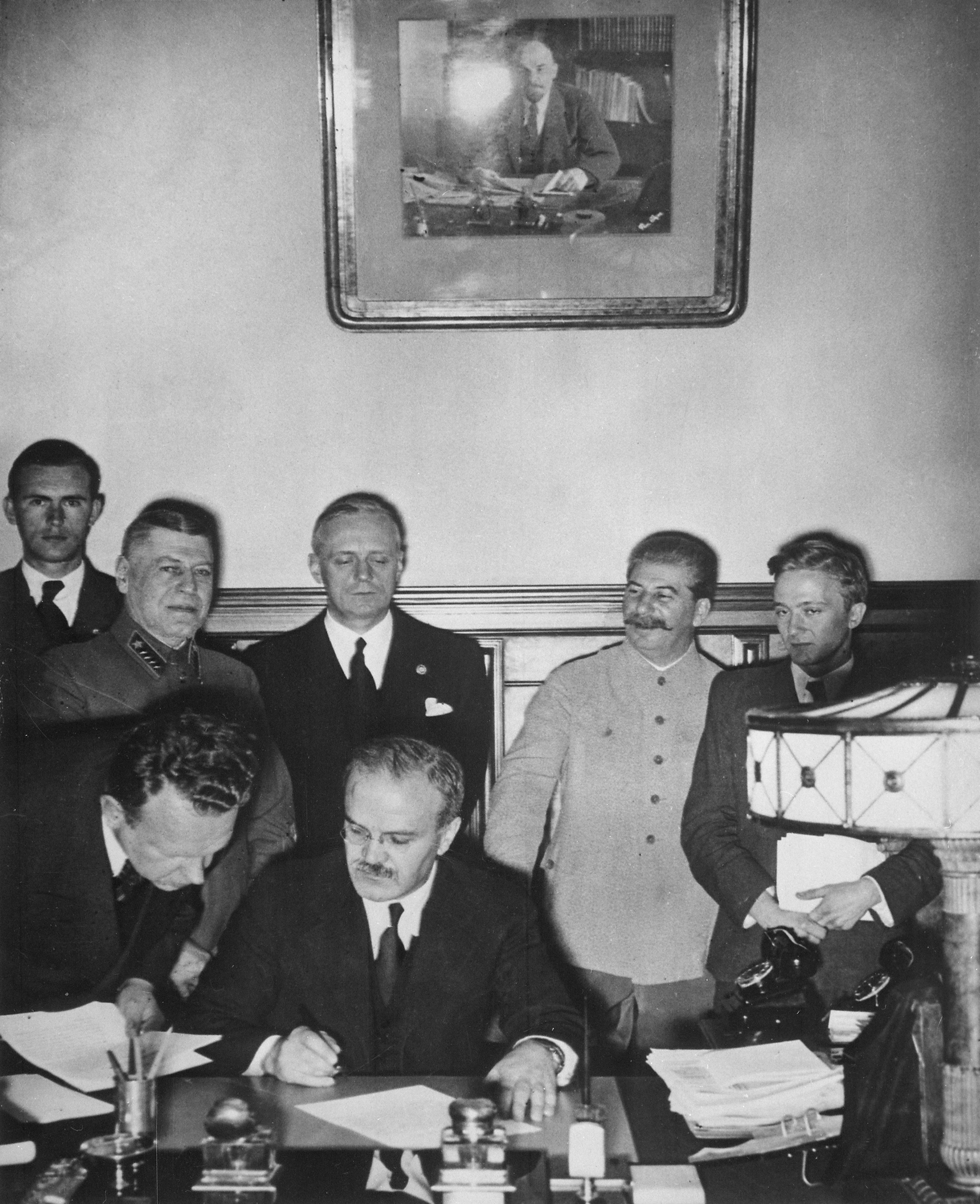
Photo du Pacte germano-soviétique ou pacte Molotov-Ribbentrop

Un pacte de non-agression est un traité international, entre deux États ou plus, dans le but d'éviter un conflit armé entre eux et de résoudre leurs dissensions par des négociations diplomatiques.
C'était une forme populaire d'accord international dans les années 1920 et les années 1930, mais est en grande partie devenu inutilisé après la Seconde Guerre mondiale.
L'exemple historique le plus connu est le Pacte germano-soviétique.